# Нойман, Уолтер
Уолтер Дэвид Нойман (англ. Walter David Neumann, 1 января 1946, Кайрфилли, Уэльс, Великобритания — 24 сентября 2024, Принстон-Джанкшен, округ Мерсер, Нью-Джерси, США) — британский и американский математик, специалист по топологии, профессор Барнардского колледжа Колумбийского университета. Основными направлениями научных исследований Ноймана были гиперболические трёхмерные многообразия и геометрическая теория групп.

## Биография
Уолтер Нойман родился 1 января 1946 года в Кайрфилли (Уэльс, Великобритания), в семье математиков Бернхарда Ноймана и Ханны Нойман (урождённой фон Кеммерер). Его родители, которые были родом из Берлина, поженились в 1938 году в Кардиффе. Бернхард Нойман из-за своего еврейского происхождения был вынужден в 1933 году эмигрировать из Германии в Великобританию. Ханна Нойман, которая не была еврейкой, но была настроена против нацизма, покинула Германию перед самым началом Второй мировой войны. Уолтер был четвёртым из пяти детей, у него было две старших сестры, а также старший и младший братья. Старший брат Питер тоже стал математиком, работал в Оксфордском университете.
Вскоре после окончания войны семья переехала в Кингстон-апон-Халл. Там они жили до 1958 года, а затем переехали в Сейл, расположенный вблизи Манчестера. В 1961—1962 годах родители Уолтера работали в Курантовском институте математических наук в Нью-Йорке. В течение года они жили в Нью-Рошелле, северном пригороде Нью-Йорка. В этот период Уолтер посещал занятия в Нью-Йоркском университете, изучая не только математику и физику, но и немецкий язык. В 1962 году, после возвращения в Европу, он прожил полгода во Фрайбурге, продолжая совершенствоваться в немецком языке.
С 1963 года Уолтер Нойман изучал математику в Аделаидском университете в Австралии, получив степени бакалавра искусств (B.A., с отличием) в 1966 году и магистра искусств (M.A.) в 1968 году. После окончания Аделаидского университета Нойман продолжил своё обучение в аспирантуре Боннского университета в Германии, где его научными руководителями были Фридрих Хирцебрух и Клаус Ених. В 1969 году Нойман защитил диссертацию на тему «S1-действия и α-инвариант их инволюций» (англ. S1-actions and the α-invariant of their involutions) и получил степень доктора естественных наук (Dr. rer. nat., эквивалент доктора философии, Ph.D.).
В 1969—1975 годах Нойман был научным сотрудником Боннского университета. Затем он переехал в США, где в 1975—1988 годах работал в Мэрилендском университете в Колледж-Парке: с 1975 года он был ассистент-профессором, с 1978 года — ассоциированным профессором, а с 1981 года — полным профессором. В 1988—1993 годах Нойман был профессором Университета штата Огайо в Колумбусе. В 1993 году он отправился в Австралию, где до 1999 года работал на различных преподавательских должностях в Мельбурнском университете. После этого он вернулся в США, где с 2000 года был профессором математики в Барнардском колледже Колумбийского университета, до своего выхода на пенсию в 2021 году. В июне 2011 года в честь Уолтера Ноймана (и в связи с его 65-летием) в Нью-Йорке была проведена международная научная конференция «Грани геометрии: трёхмерные многообразия, группы и сингулярности» (англ. Faces of Geometry: 3-Manifolds, Groups and Singularities), организованная математическим факультетом Барнардского колледжа и Колумбийским университетом.
В качестве приглашённого преподавателя или исследователя Нойман также работал в Регенсбургском университете (1970—1971), Институте перспективных исследований в Принстоне (1971—1972, 1985, 2005, 2011, 2016, 2019), Калифорнийском университете в Беркли (1973), Мичиганском университете в Анн-Арборе (1976, 1977—1978), Боннском университете (в летние периоды 1976—1979 годов), Орхусском университете (1978), Брандейском университете в Уолтеме (1981), Математическом институте Макса Планка в Бонне (многочисленные визиты в 1980-х, 1990-х и 2000-х), Принстонском университете (1992—1993), Дьюкском университете в Дареме (1997), Университете Бордо (2001), Университете Экс-Марсель (2005), Токийском технологическом институте (2006) и других учебных и научных заведениях.
С 1972 года Уолтер Нойман был женат на Энн Уолдрон Нойман (Anne Waldron Neumann), у них была дочь Ханна (Hannah). В последние годы жизни Уолтер Нойман страдал от болезни Альцгеймера. Он скончался 24 сентября 2024 года в Принстон-Джанкшене (округ Мерсер, штат Нью-Джерси) в возрасте 78 лет.

## Научные результаты
Основными направлениями исследований Уолтера Ноймана были гиперболические трёхмерные многообразия и геометрическая теория групп. Он является автором или соавтором более ста журнальных статей по математике и двух книг.
В работе «Поперечные слоения пучков Зейферта и автогомеоморфизм окружности» (англ. Transverse foliations of Seifert bundles and self homeomorphism of the circle, 1981), написанной Нойманом вместе с Дэвидом Эйзенбадом и Ульрихом Хиршем, были рассмотрены некоторые свойства трёхмерных многообразий Зейферта. В статье «Объёмы гиперболических трёхмерных многообразий» (англ. Volumes of hyperbolic three-manifolds, 1985), написанной Нойманом в соавторстве с Доном Цагиром, был дан подробный анализ теоремы Уильяма Тёрстона о гиперболической хирургии Дена и её следствий, включая количественные оценки изменения гиперболического объёма и длин геодезических линий.

## Почётные звания и награды
- Член Европейской академии наук[фр.] (2003)[11]
- Действительный член (англ. Fellow) Американского математического общества (2013)[12]
- Почётный доктор Университета Экс-Марсель (2016)[2]

## Некоторые публикации
См. также полный список публикаций Уолтера Ноймана по состоянию на 2022 год.

### Книги
- M. Jankins, W. D. Neumann. Lectures on Seifert manifolds. — Brandeis University, 1983. — 114 p. — (Brandeis Lecture Notes)
- D. Eisenbud, W. D. Neumann. Three-dimensional link theory and invariants of plane curve singularities. — Princeton University Press, 1986. — 180 p. — (Annals of Mathematics Studies). — ISBN 978-0691083810

### Статьи
- D. Eisenbud, U. Hirsch, W. Neumann. Transverse foliations of Seifert bundles and self homeomorphism of the circle, Commentarii Mathematici Helvetici, 1981, v. 56, No. 3, p. 638—660, doi:10.1007/BF02566232
- W. D. Neumann. A calculus for plumbing applied to the topology of complex surface singularities and degenerating complex curves, Transactions of the American Mathematical Society, 1981, v. 268, No. 2, p. 299—344, doi:10.1090/S0002-9947-1981-0632532-8
- W. D. Neumann, D. Zagier. Volumes of hyperbolic three-manifolds, Topology, 1985, v. 24, No. 3, p. 307—332, doi:10.1016/0040-9383(85)90004-7